# Страсбург (аэропорт)
Международный аэропорт Стра́сбург (фр. Aéroport International de Strasbourg-Entzheim; нем. Flughafen Straßburg) (ИАТА: SXB, ИКАО: LFST) — французский аэропорт, расположенный в Энтсайме, в 10 км к юго-западу от Страсбурга, в департаменте Нижний Рейн, в Эльзасе. Количество пассажиров в 2020 году составило 513,579 человек .

## История
Первое воздушное сообщение в Страсбурге было открыто в 1920 году на территории полигона. В 1932 году Торгово-промышленная палата того времени способствовала выбору местоположения аэропорта в районе Энтсайма. Аэропорт был открыт в мае 1935 года по соглашению о совместном финансировании между Торгово-промышленной палатой, Муниципальным советом города Страсбурга и Управлением департамента Нижний Рейн. В то время аэропорт осуществлял воздушные сообщения между Страсбургом и Парижем, а также другими столицами стран Центральной Европы.
После 1945 года на базе аэропорта была расположена военная база. В 1947 году Торгово-промышленная палата провела работы по расширению аэропорта и оснащению его более современным техническим оборудованием. Несмотря на предложения Муниципального совета и Генерального совета Страсбурга, компания Air France отказалась от использования аэропорта Страсбурга и воздушные сообщения не были организованы. Регулярные авиарейсы между Страсбургом и Парижем стали осуществляться только к началу пятидесятых годов.
С 1957 года аэропорт три раза перестраивался и расширялся — в 1973, в 1988 и затем в 1999 году. В 1980 году аэропорт получил статус «открытого аэропорта», в силу которого у всех стран Европейского союза появилась возможность осуществлять транзитные и целевые авиарейсы. 1 сентября 1994 года была ликвидирована военная база.

## Инфраструктура
Аэропорт имеет один пассажирский терминал, один грузовой терминал и бизнес-центр. Пассажирский терминал имеет четверо ворот для посадки и высадки авиапассажиров, два багажных конвейера для полетов в Шенгенской зоне и один багажный конвейер для международных рейсов из стран, не входящих в Шенген. Аэропорт имеет максимальную ёмкость 2,5 млн пассажиров в год. Грузовой терминал может обрабатывать 30 000 тонн грузов в год.
В 2009 году аэропорт обслужил 269 304 кг груза, 2888238 кг почтовых грузов и 1109397 пассажиров, при этом осуществив 37070 авиарейсов. Это составляет более ста авиарейсов в день и происходит в условиях жёсткой конкуренции с соседними аэропортами «Карлсруэ/Баден-Баден» и «Международным аэропортом Базель-Мюлуз-Фрайбург».
Поскольку была запущена новая высокоскоростная железнодорожная линия «LGV Est» из Парижа в Страсбург, произошло снижение количества авиапассажиров. Ожидается, что после открытия в конце 2011 года новой высокоскоростной железнодорожной линии «LGV Rhin Rhône», количество авиапассажиров будет уменьшаться ещё сильнее.
Данные из запроса в Викиданные.

## Как добраться до аэропорта
Аэропорт расположен недалеко от автомагистрали и имеет четыре автостоянки, которые находятся прямо напротив здания аэровокзала и связаны с аэропортом пешеходным мостом.

### Железная дорога
Региональные поезда TER Эльзас ходят каждые пятнадцать минут. Время в пути до главного вокзала Страсбурга составляет от 7 до 12 минут. Стоимость билета до Страсбурга составляет € 2.80, стоимость билета включая пересадку на наземный общественный транспорт € 4.50 .

### Автобус
Ранним утром и поздним вечером, когда еще нет движения по железной дороге, связь аэропорта с вокзалом Страсбурга обеспечивает автобус CAR TER . Стоимость проезда составляет € 2.80.